# رزقی حمرون
رزقی حمرون (انگلیسی: Rezki Hamroune؛ زادهٔ ۱۰ مارس ۱۹۹۶) بازیکن فوتبال اهل الجزایر است.